# Ḿ
Ḿ (minuskule ḿ) je speciální písmeno latinky. Nazývá se M s čárkou. V současnosti se používá především v afrických jazycích, konkrétně v jazycích dii (Kamerun, 47 000 mluvčích), gokana (Nigérie, 100 000 mluvčích), makari (Kamerun, Čad, 16 000 mluvčích), yoruba (Nigérie, Benin, Togo, 3 000 000 mluvčích) a ntcham (Ghana, Togo, 280 000 mluvčích). Též se používá v jupických jazycích, používaných na jihu Aljašky a na východě Ruska, ve võruštině, jazyce používaným asi 87 000 lidmi v Estonsku, a v přepisu jazyků Pe̍h-ōe-jī a pchin-jin, používaných v Číně. Dříve se též písmeno Ḿ používalo v dolnolužické srbštině, zde je však v současnosti nahrazeno za spřežku mj. Jelikož je však ve všech těchto jazycích používáno velice vzácně a není příliš běžné, je problém ho zapsat v počítačích a čárka se často zobrazuje vedle písmena. V Unicode má majuskulní tvar kód U+1E3E a minuskulní U+1E3F.